# Pyrausta generosa
Pyrausta generosa is een vlinder van de familie van de grasmotten (Crambidae). De wetenschappelijke naam van deze soort is voor het eerst voorgesteld als Botys generosa door Augustus Radcliffe Grote en Coleman Townsend Robinson in een publicatie uit 1867.
De soort komt voor in Canada en de Verenigde Staten.